# Wolfgang Bahro

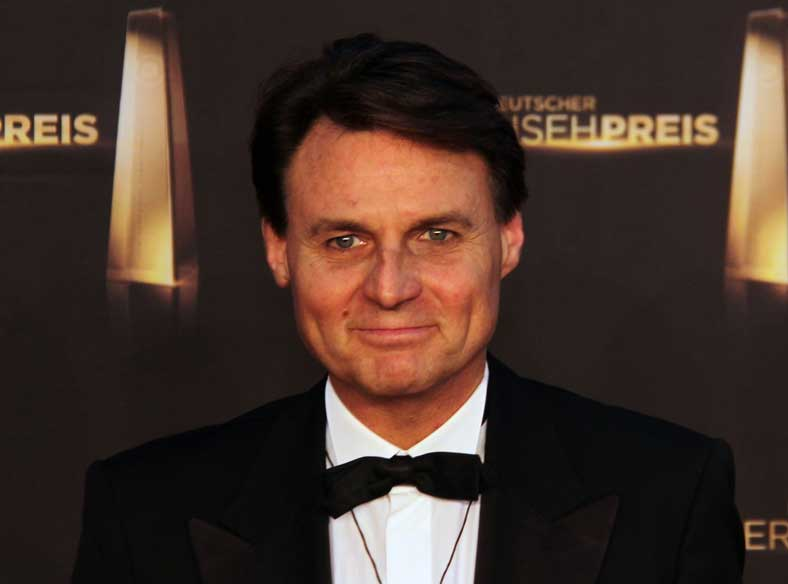
Wolfgang Bahro (2012)

Wolfgang Bahro (Berlijn, 18 september 1960) is een Duits acteur en cabaretier.
Bahro was in 1990 te zien in de tiendelige komedieserie Die Didi-Show. Drie jaar later begon hij aan een rol als advocaat Hans-Joachim Gerner in de Duitse soapserie Gute Zeiten, schlechte Zeiten. Eerder was hij te zien in de speelfilm Die Geschwister Oppermann van Egon Monks. Ook speelde hij in Peter Wecks' dramaserie Durchreise. Op de Duitse televisie speelde hij gastrollen in SOKO 5113 (ZDF), Schloss Einstein (KiKA), Löwenzahn (ZDF) en Ein Bayer auf Rügen (Sat.1).
Bahro spreekt ook de Duitse nasynchronisatie van buitenlandse series en films in. Zo sprak hij de teksten van onder andere Tim Roth, Steve Buscemi en David Morse in. Naast zijn televisiewerk werkt hij als cabaretier en in verschillende hoorspelen.

## Filmografie
- 1978: Verführungen
- 1982: Im Morgenwind
- 1982: Drei Damen vom Grill (seizoen 5, aflevering 4)
- 1982: Der Mann auf der Mauer
- 1983: Die Geschwister Oppermann
- 1984: Grottenolm
- 1987: 45 Fieber – Die Vier aus der Zwischenzeit
- 1987: Mission Terra
- 1988: Das Sonntagskonzert auf Tournee
- 1988: Berliner Weiße mit Schuss
- 1988: Die Didi-Show
- 1989: Das Sonntagskonzert auf Tournee
- 1989: Justitias kleine Fische
- 1989: Der Millionenerbe
- 1990: Der Hausgeist
- 1991: Auto Fritze
- 1991: Alle Tage Sonntag
- 1992: Durchreise – Die Geschichte einer Firma
- sinds 1993: Gute Zeiten, schlechte Zeiten (sinds aflevering 185)
- 1994: Ein Bayer auf Rügen
- 1994: Der Mond scheint auch für Untermieter
- 1995: Für alle Fälle Stefanie
- 1995: Die andere Seite
- 1996/1997: Sprechstunde bei Dr. Frankenstein
- 1998: Unser Charly
- 1999: Schloss Einstein (gastrol)
- 2001: SOKO 5113
- 2005: Popp Dich schlank!
- 2007: Löwenzahn
- 2007: Hochzeitstag
- 2010: Blue Moon Down
- 2010: Alles was zählt (als crossover-optreden in zijn GZSZ-rol)
- 2013: Planet USA
- 2014: Circus HalliGalli (cameo-optreden in de functie van zijn advocaatrol uit GZSZ)
- 2015: Kartoffelsalat – Nicht fragen!
- 2018: Die beste Show der Welt
- 2019: Musikvideo EFH – Shindy
- 2019: Spotlight (gastrol, 3 afleveringen)
- 2021: Nihat – Alles auf Anfang (miniserie)
- 2022: Bettys Diagnose - Ausgetrickst (televisieserie)
- 2023: Leon – Kämpf um deine Liebe (televisiefilm)

## Synchronisatie
Als stemacteur heeft hij zijn stem geleend aan onder andere Steve Buscemi (Desperado, 28 Days), David Morse (Extreme ... By Any Means Necessary), Tim Roth (Shackled Captives, Pulp Fiction) en Kevin J. O'Connor (Colour of Night).

## Hoorspelen
- Der Trinker – Hans Fallada (verteller)
- Tony Ballard (Atax, de ziel van de duivel)
- Leas Zeitreisen (Joe)
- Das Sternentor (Ralph Common)
- Caine (kleine crimineel Josh)
- Eine Weihnachtsgeschichte – Wolfgang Bahro
- Sherlock Holmes – Im Zeichen der Vier (Abdullah Khan) – Studio maritim
- Burg der Träume
- Heff der Chef
- Offenbarung 23 – deel 42: Die Illuminaten
- Hund im Hirn
- Die letzten Helden – deel 2: Die Katakomben von Danbar (Draco)
- Gabriel Burns – deel 1: Der Flüsterer (Bernard Cardieux) – Decision (Regie: Volker Sassenberg) – 2004
- Gabriel Burns – deel 2: Die Brut (Mr. Garner) – Decision
- Drizzt: Die Saga vom Dunkelelf – deel 11: Der magische Stein (Pascha Pook) – Lausch (Regie: Günter Merlau) – 2009
- Drizzt: Die Saga vom Dunkelelf – deel 12: Der ewige Traum (Pascha Pook)
- Batman: Gotham Knight – Teil 2: Krieg (Josephus Quigona) – Highscoremusic – 2013
- Hyde Away – 2020